# Есташ Мангле
Есташ М'єссан Мангле (фр. Eustache Miessan Manglé) — івуарійський футболіст, що грав на позиції нападника у 60-х роках ХХ століття у складі клубу «АСЕК Мімозас» та національній збірній Кот-д'Івуару.

## Біографія
Есташ Мангле на клубному рівні грав у складі клубу «АСЕК Мімозас» у 60-х роках ХХ століття. У 1965—1968 роках Мангле грав у складі національної збірної Кот-д'Івуару, брав участь у Кубку африканських націй 1965 року, на якому з 3 забитими м'ячами став одним із кращих бомбардирів турніру і в складі збірної став бронзовим призером турніру, та в Кубку африканських націй 1968 року, на якому в складі збірної знову став бронзовим призером турніру. Після завершення кар'єри гравця в 1992—1993 роках Мангле був головним тренером свого рідного клубу «АСЕК Мімозас».

## Титули і досягнення

### Командні
- Бронзовий призер Кубка африканських націй: 1965, 1968

### Особисті
- Найкращий бомбардир Кубка африканських націй (1):

1965 (3 голи, разом із Беном Ачімпонгом і Осеї Кофі)